# Fernando Naporano
Fernando Naporano (São Paulo, data de nascimento desconhecida) é um jornalista, poeta e crítico brasileiro. Também foi fundador, vocalista e compositor da banda de rock Maria Angélica Não Mora Mais Aqui, criada no ano de 1984. Trabalhou durante 25 anos nos principais veículos brasileiros (Folha de S.Paulo, Correio Braziliense, O Estado de S.Paulo, Interview e Bizz), além de atuar também em publicações inglesas e norte-americanas.

## Biografia

### Infância e adolescência
Fernando adentrou a seara literária precocemente, aos sete anos de idade, quando, “apaixonado” pela professora primária, passou a rascunhar seus primeiros versos. Desde então, nunca abandonou o gênero. A partir dos 12 anos mergulhou em leituras e estudos de poesia. Participou, intensamente, da cena de recitais e baladas literárias desde os 14 anos e tornou-se amigo de notáveis poetas como Claudio Willer, Rodrigo de Haro e Roberto Piva. 
Ainda no curso colegial, criou um jornal mimeografado, onde entrevistava bandas e artistas brasileiros, incluindo também internacionais como os argentinos Charly Garcia, Crucis e León Gieco. Fez estudos de teatro aos 13 anos e participou de grupos amadores atuando como ator e diretor. Ainda adolescente, aliou-se ao radialista e cantor Kid Vinil, colaborando na produção do programa "Punk Rock" na rádio Excelsior, o primeiro do gênero no Brasil.
Na universidade, começou a cursar Letras e transferiu seus estudos do Brasil para Lisboa, onde passou a escrever em fanzines musicais.

### Anos 1980
Em 1982, – dada a sua amizade com o escritor, músico e musicólogo Jorge Lima Barreto, travou contato com expoentes da cena cultural portuguesa e conviveu com bandas e artistas como U2, Echo & the Bunnymen, Sun Ra, Renaissance e Durutti Columm no Festival de Vilar de Mouros ao norte de Portugal. Em 1983, já de volta ao Brasil, atuou como ator e figurante em vários comerciais de TV.
Naporano fez críticas musicais para revistas de cunho underground e semanários alternativos como o Viu. Produziu e apresentou o programa radiofônico "Blue Moon" na rádio Antena 1, que durou mais de um ano. Paralelamente, por três anos seguidos, foi coprodutor do "New Beat", também na Antena 1, ao lado de Kid Vinil.
No início de 1984, tornou-se crítico da Ilustrada, caderno de cultura da Folha de S.Paulo, escrevendo sobre música e cinema. Em 1986, fez parte do primeiro time que criou o suplemento Caderno 2 do Estado de S.Paulo, onde permaneceu, como crítico de música, cinema, colunista e correspondente internacional até meados de 1992. Ainda em 1984 criou a banda Maria Angélica Não Mora Mais Aqui, com a qual gravou dois álbuns e um mini-LP. Em 1985 – e quase até a extinção da publicação – foi assíduo colaborador da revista Bizz. Ainda nessa década, escreveu para dezenas de jornais e revistas, sendo que Isto É, Status, Around, Interview, Trip, Playboy, Mixer, Vogue, HV e A-Z figuram entre as publicações mais relevantes.  

### Anos 1990
Em fins de 1989 fixou residência em Londres, onde – descontando três anos em Los Angeles – viveu até fins de 2004. Nessa época, já havia assumido o cargo de diretor internacional da gravadora Continental, o qual ocupou até 1993. Nesse período lançou – do reggae a dance music, passando pelo grunge e guitar bands – dezenas de artistas internacionais no Brasil bem como de brasileiros no exterior. Foi, por exemplo, peça chave, na liberação do contrato brasileiro de Tom Zé para assinar com a Luaka Bop de David Byrne nos Estados Unidos.
Nos idos de 1992 montou a Magnapop, empresa de distribuição de CDs raros e obscuros dos anos 1960 e 1970. A partir de 1993 – e até ao final da década – trabalhou como record dealer, em feiras de discos e leilões, especializando-se em raridades destinadas a colecionadores. Nesse mesmo ano e até finais de 1995, desde Londres, produziu e apresentou o programa "Zig Zag" na rádio Brasil 2000FM, sempre trazendo entrevistas com importantes nomes da cena musical.
De 1994 até 2003 foi correspondente internacional do Correio Braziliense, cobrindo áreas diversas da cultura tais como artes plásticas, literatura, cinema e música. Entrevistou – de Michelangelo Antonioni a ZZ Top - dezenas de celebridades do showbiz. Em 1996, produziu e apresentou o "Magic Bus" na Ipanema FM, um dos primeiros programas de âmbito musical a ser arquivado e transmitido ao vivo pela web. Ainda nos anos 1990 escreveu para publicações musicais inglesas e americanas, entre as quais estão Audities, Amplifier, Bucketfull of Brains e Popsided.

### Anos 2000
De volta ao Brasil, em 2005 e 2006, fez algumas colaborações para a Ilustrada, mas desde então, por opção própria, retirou-se da mídia. Dedicou-se por completo a criação de sua filha Melanie Havens (nascida em Los Angeles em 1999) bem como, autodidata que sempre o foi, mergulhou em pesquisas nas áreas de psicologia e astrologia. Melanie, hoje residente em Berlim, tornou-se DJ internacional e assídua colaboradora da publicação online The Brvtalist.

### Anos 2010
Nesse período, Naporano voltou-se novamente à carreira literária. Em janeiro de 2015, saiu para o mundo, honrando a aura cigana que sempre o iluminou. Viveu, desde então, em Nova York, Paris, Los Angeles, Lisboa e Lanzarote. Se considera um "apátrida, antipatriota e cidadão do mundo". Arriscou-se em vários tipos de aventuras, envolveu-se com teatro, consultoria de gravadoras e deu aulas de inglês.
Em uma longa estadia em Madrid foi colaborador da gravadora Munster Records, para a qual, por mais de dois anos, além de instigador de ideias e projetos, montou diversas compilações com artistas brasileiros e internacionais. 

### Atualmente
Em outubro de 2020, retornou novamente ao Brasil, segundo ele, “sempre aberto a não fazer mais nada ou a fazer mais que tudo”, mas sendo o que sempre foi e será, “um homem de total carreira solo, sem subvenções estatais, sem panelas e sem partidos; acima de tudo um outsider por excelência”. Fernando tem se dedicado a explorar o acervo de sua produção jornalística, à novas produções literárias e também à reedição do catálogo musical de sua banda, a Maria Angélica Não Mora Mais Aqui.

## Carreira literária
Com seu interesse pela poesia despertado ainda na infância, aos 15 anos Fernando fechou seu primeiro trabalho literário, “Estrelas De Gin”, mas – uma vez que nunca quis editar por si próprio – não conseguiu emplacar a edição. Embora durante os anos 1980 tenha começado a atuar como crítico e jornalista, foi nessa década que acumulou com seus três próximos livros uma sucessão de infortúnios com editores de diferentes naipes. A sequência de malabarismos do destino nunca o permitiram concretizar a edição de suas obras: editoras já o barraram por discordarem do que havia escrito em seus artigos para a Folha de S.Paulo, ou ainda sofreram com incêndios tendo seu livro no prelo.
Nos anos 1990, o ato final em suas tentativas de publicação, deu-se quando o professor, historiador e crítico de cinema Luiz Nazário consolidou com a editora Nova Stella de São Paulo em 1989, a publicação de uma larga antologia de seus, então, quatro livros inéditos. Nazário, não sabendo que os calhamaços de sulfite eram seus únicos originais, recortou trechos de poemas e descartou tantos outros ao lixo, dando fim ao conteúdo original de sua obra até aquele dado momento. Quando tal antologia estava prestes a sair, veio o plano Collor e a publicação não se materializou.
Tão somente no ano de 2014 voltou a dar olhos para sua veia literária, ao publicar, pela editora Demônio Negro, sua tardia “estreia” com o livro “A Agonia Dos Pássaros”. A obra deu a Fernando o troféu de melhor autor na categoria Literatura do Prêmio QUEM, em 2015, após votação popular. Em 2016, residindo em Lisboa, editou “A Coerência Das Águas” pela Poética Edições. Em 2017, foi a vez de “Detestável Liberdade” pela editora hispano-americana Abstract Editions. Ainda em 2017, via Editora Córrego, “A Respiração Da Rosa” seguido de “A Educação De Vera” (Poética Edições, Portugal, 2017), o único livro resgatado de seu passado, pois havia uma cópia devidamente guardada por uma amiga em Portugal.
Em 2018, lançou seu primeiro livro em inglês pelo selo Raphus Press. No Brasil, simultaneamente, “Os Anjos Não Sabem Morrer” (Editora Córrego), que para o escritor Claudio Willer trata-se de "um livro de descida ao inferno e confronto com a morte; e ao mesmo tempo da celebração do encontro amoroso". No início de 2019, a obra “A Destruição Do Gelo” (Poética Edições, Portugal) seguida de “Sem Mais Ninguém A Dizer Adeus” pela editora inglesa Carnaval Press.
Em 2020, ainda pela Poética Edições, “Gardênia Em Chamas” foi publicado.
A poesia de Naporano caracteriza-se por uma forte veia metafísica, com deambulações por tessituras ora expressionistas, ora abstratas. Há, sobretudo, um pano de fundo surrealista temperado por nuances de clássico romantismo. Seu vasto material inédito de contos, prosa poética e até romances, escritos principalmente nos anos 1980 e 1990, ainda permanecem inéditos.
Para Willer, Naporano "tende a tornar-se o grande 'poeta desconhecido' de sua geração, deste período de final do século 20 e começo do 21. Crescendo à sombra, expandindo-se no subsolo ao modo dos rizomas, sua poesia vai formando leitores, contribuindo para moldar uma nova sensibilidade. Influência subterrânea, mas que emergirá a seu tempo, de modo vigoroso."

## Carreira musical
Fernando sempre foi um entusiasta e um grande interessado pela música em suas mais variadas vertentes: folk, clássico, jazz, blues, country, rhythm and blues, funk, hip hop, trance, techno, new wave, punk, MPB. No Museu do Disco, uma das lojas mais tradicionais da cidade de São Paulo, Fernando costumava comprar pilhas de discos importados. Seu interesse por essa manifestação artística, aliado ao seu talento pela escrita poética, o levou a formar, em 1984, ao lado de dois amigos da adolescência, a banda de rock Maria Angélica Não Mora Mais Aqui. No grupo, Naporano compunha as letras e cantava. Até 1987, as composições eram feitas em português. Dali em diante, o Maria Angélica passou a escrever em inglês.
Fernando diz que sua banda foi intensamente boicotada pela imprensa brasileira, e, segundo ele, muito se deve à sua atuação paralela como jornalista em grandes veículos de comunicação. Durante uma apresentação do Maria Angélica no programa "Metrópolis", da TV Cultura, nos anos 1980, Fernando declarou que exercer as duas funções não facilitava nem comprometia o seu trabalho como artista: se apresentar musicalmente era uma coisa, e escrever profissionalmente era outra.
A carreira do Maria Angélica durou até 1991. Ao longo de sua existência, a banda se apresentou intensamente ao vivo e gravou dois LPs, um mini-LP e um EP. O conjunto ainda ganhou um bootleg e apareceu em duas compilações, uma delas intitulada "Sanguinho Novo... Arnaldo Baptista Revisitado" (1989), um tributo ao principal nome da banda Os Mutantes.
Em 2019, é lançado o filme documentário "Guitar Days - An Unlikely Story of Brazilian Music", dirigido por Caio Augusto Braga. A história do Maria Angélica se entremeia com a linha narrativa da produção, que enfoca o movimento guitar iniciado pelo próprio Maria até a sua transformação ao indie, com a cena atual. Além de depoimentos das principais bandas dos movimentos e do próprio Naporano, a obra traz entrevistas com músicos estrangeiros que influenciaram a cena, como Thurston Moore (Sonic Youth), Mark Gardener (Ride) e Stephen Lawrie (The Telescopes), e com o jornalista da NME e Melody Maker e "descobridor" do grunge, Everett True.
Em 2021, o catálogo do Maria Angélica começou a ser disponibilizado nas principais plataformas de streaming de música.